# Port lotniczy Friedman Memorial
Port lotniczy Friedman Memorial (IATA: SUN, ICAO: KSUN) – port lotniczy położony 2 km na południowy wschód od centrum Hailey, w stanie Idaho, w Stanach Zjednoczonych.